# Krasnoswobodnoje
Krasnoswobodnoje (ros. Красносвободное) – wieś (sieło) w Rosji, w obwodzie tambowskim, w rejonie tambowskim. W 2021 liczyła 2658 mieszkańców.